# Sani Abacha
Sani Abacha   (Kano, 20 de setembre de 1943 - Nigerian Presidential Complex, 8 de juny de 1998) fou un general d'Exèrcit nigerià i polític que va servir com el President de facto de Nigèria de 1993 a 1998. El règim d'Abacha és polèmic; tot i que va portar creixement econòmic considerable a Nigèria, hi ha també serioses al·legacions d'amplis abusos dels drets humans i de corrupció personal.

## Joventut
Un kanuri de Borno, Abacha va néixer i créixer a Kano, Nigèria. Va assistir al Nigerian Military Training College de Kaduna i a la Mons Officer Cadet School d'Aldershot (Anglaterra) abans de ser graduat com a subtinent (2n tinent) el 1963.

## Carrera militar

### Participació en Cops
La carrera militar d'Abacha és distingida per una sèrie de cops exitosos. Alguns el consideren el conspirador més exitós en la història de l'exèrcit de Nigèria. Abacha, com a subtinent del 3r Batalló de Kaduna, va participar en el contracop de juliol de 1966 des de l'etapa inicial. Ja podia haver estat un participant en les fases del cop de gener a Lagos o Abeokuta.
Fou també una figura prominent en el cop de 1983 que va portar al poder al General Muhammadu Buhari el 1983, i l'agost 1985 en el cop que va treure a Buhari de poder. Quan el General Ibrahim Babangida va ser anomenat President i Comandant-en-Cap de les Forces armades de la República Federal de Nigèria el 1985, Abacha va ser anomenat Cap de l'Estat Major de l'Exèrcit. Va ser nomenat Ministre de Defensa el 1990.
El 1990, Abacha esdevenia el primer soldat nigerià a assolir el grau de General ple sense saltar-se cap posició anterior.

## Presa del poder
El 17 de novembre de 1993, Abacha va enderrocar el curt govern d'Ernest Shonekan. El setembre de 1994, va emetre un decret que va col·locar el seu govern per sobre de la jurisdicció dels tribunals donant-li poder absolut. Un altre decret li va donar el poder de detenir a qualsevol fins a tres mesos sense judici.

## Presidència
L'administració d'Abacha va enregistrar un creixement econòmic sense precedents: un augment en les reserves de canvi del país de 494$ milions el 1993 a 9.6$ bilions a la meitat de 1997; reducció del deute extern de Nigèria de 36$ bilions el 1993 a 27$ bilions a 1997; va aturar tota la polèmica privatització dels programes de Babangida, va reduir l'índex d'inflació del 54% heretat d'Ibrahim Babangida al 8.5% entre 1993 i 1998, tot mentre la principal matèria primera de la nació, el petroli, estava a una mitjana de 15$ per barril.

### Abusos de drets humans
Abacha el govern va ser acusat d'abusos dels drets humans, especialment després de penjar a l'activista Ogoni Ken Saro-Wiwa (només una de les diverses execucions d'activistes Ogonis que es van oposar a l'explotació de recursos nigerians per l'empresa de petroli multinacional Royal Dutch Shell); Moshood Abiola i Olusegun Obasanjo foren empresonats per traïció, i Wole Soyinka va ser acusat d'aquest ''in absentia''. El seu règim va tenir una forta oposició d'activistes pro- democràcia. Abacha no obstant va donar suport a la Comunitat Econòmica d'Estats africans de l'Oest (ECOWAS) i tropes nigerianes foren enviades a Libèria i Sierra Leone per ajudar restaurar la democràcia a aquells països.
Malgrat ser repetidament condemnat pel Departament d'Estat dels Estats Units, Abacha va tenir uns quants enllaços amb la política americana. El 1997, el Senador James Inhofe (R-Oklahoma) va viatjar a Nigèria per conèixer a Abacha com a representatiu de la "Família", un grup de polítics evangelistes cristians i dirigents cívics. Abacha i la "Família" van tenir una relació empresarial i política fins a la seva mort. Abacha També va desenvolupar llaços amb altres figures polítiques americanes com el Senador Carol Mosley Braun, Rev. Jesse Jackson i el Ministre protestant Louis Farrakhan. Molts dirigents polítics americans africans van visitar Nigèria durant el seu govern i Farrakhan va donar suport a la seva administració.

### Al·legacions de corrupció
Durant el règim d'Abacha ell i la seva família segons es diu van robar un total de cinc bilions de £ dels cassetons del país. El 2004, Abacha va ser llistat com el quart dirigent més corrupte de la història. Curiosament, durant un servei que marcava el 10è aniversari de la mort del dictador, diversos caps d'estat nigerians anteriors, incloent el President General (retirat) M Buhari van refutar que Abacha esquilés el país, reclamant tals acusacions com a "sense base".
L' assessor de seguretat nacional d'Abacha, Alhaji Ismaila Gwarzo, va jugar una funció central en el robatori i transferència de diners a comptes en l'estranger. El seu fill Mohammed Abacha també hi va estar implicat.

Un informe preliminar publicat pel govern de transició d'Abdulsalam Abubakar el novembre de 1998 va descriure el procés. Sani Abacha ordenava a Ismaila Gwarzo de proporcionar falses peticions de finançament, les quals Abacha aprovava. Els fons eren normalment enviats en efectiu o xecs de viatge pel Banc Central de Nigèria a Gwarzo, qui els portava a la casa d'Abacha. Sani Abacha llavors arranjava el rentat dels diners a comptes a l'estranger. Un càlcul de 1.4$ bilions en efectiu va ser repartit d'aquesta manera.
El març de 2014, el Departament de Justícia dels Estats Units va revelar que havia congelat més de 458$ milions que presumptament havien estat obtinguts il·legalment per Abacha i altres oficials corruptes.

## Mort
Al començament de 1998, Abacha va anunciar que les eleccions se celebrarien a l'agost, en vista a entregar el poder a un govern civil l'1 d'octubre. Aviat va quedar clar que Abacha no tenia cap intenció de permetre eleccions lliures; a l'abril havia forçat als cinc partits del país a aprovar la seva candidatura única a la presidència.
Abacha va morir el juny de 1998 mentre era a la vil·la presidencial a Abuja. Va ser enterrat al mateix dia, segons la tradició musulmana, sense autòpsia. Això va fer créixer l'especulació que podia haver-hi estat executat extrajudicialment per mitjà de ser enverinat per rivals polítics via prostitutes. El govern va identificar la causa de mort com a atac de cor sobtat. Es va informar que estava en companyia de dues prostitutes índies portades de Dubai. Es creu que les prostitutes van posar a la seva beguda una substància verinosa, provocant malestar a Abacha al voltant de les 4:30am. Es va retirar al seu llit i era mort a les 6:15am.
Després de la mort d'Abacha, el Major General Abdulsalami Abubakar, el cap de l'estat major de la Defensa, va ser jurat com el cap d'estat del país. Abubakar mai abans havia exercit un càrrec públic i ràpidament va anunciar una transició a la democràcia, i va dirigir l'elecció com a President d'Olusegun Obasanjo.
Abacha estava casat amb Maryam Abacha i va tenir set fills i tres filles. Va deixar quinze nets: vuit noies i set nois.

## Llegat
El llegat del General Abacha és una barreja. La seva administració va dirigir l'ECOMOG que va tenir èxits militars a l'Àfrica de l'oest i va aixecar el perfil militar de Nigèria. El febrer de 2014, durant el centenari de Nigèria, el govern nigerià va honorar a Abacha per la seva contribució immensa al desenvolupament de la nació encara que el Nobel Wole Soyinka qui també fou honorat per l'administració del President Goodluck Jonathan va criticar l'honor concedit a Abacha i va refusar l'honor a la seva persona, anotant el que es feia com la 'canonització del terror'. Soyinka va fer notar que per honorar Abacha, el govern de Goodluck Jonathan havia reunit "un segle d'acumulació de degeneració dins un símbol preeminent, llavors posat en un pòdium per admiració de la nació, emular-lo i fins i tot adorar-lo". Abacha era en gran part impopular, a l'interior i exterior, a causa dels abusos de drets humans de la seva administració, i especialment l'execució de Ken Saro Wiwa, que va suposar que Nigèria fos expulsada de la Commonwealth i esdevingués un paria internacionalment.

### Recuperació dels diners robats
Després de la mort d'Abacha, el govern d'Obasanjo va implicar a Abacha i la seva família en el saqueig del tresor de Nigèria. El fill del difunt dictador, Mohammed Abacha, continua mantenint que tots els avantatges en qüestió foren adquirits legítimament. El 2002 la família Abacha suposadament va acordar retornar 1.2$ bilions que havia agafat del banc central.

### Estats Units retorna 480 milions de dòlars robats per Abacha
El 7 d'agost de 2014, el Departament de Justícia dels Estats Units (DOJ) va anunciar el més gran retorn en la seva història: el retorn de 480 milions de dòlars al govern nigerià. El adjunt del Fiscal General, Caldwell, va indicar que "més que servir el seu país, el General Abacha va utilitzar el seu càrrec públic per robar milions de dòlars, comprometent-se en actes de cleptocràcia". “Amb aquest judici, hem retornat 480$ milions procedents de la corrupció que poden ser utilitzats en benefici de les persones nigerianes. A través de Kleptocracy Asset Recovery Initiative el Departament de la divisió Criminal de Justícia nega a cleptòcrates com Abacha els fruits dels seus delictes, i protegeix el sistema financer dels EUA de diners rentats. En coordinació amb els socis de Jersey, França i el Regne Unit, ajuda a acabar amb aquest capítol de corrupció i abús flagrant de càrrec.”
Segons el DOJ, els fons retornats al govern nigerià procedien de la corrupció durant i després del règim militar del General Abacha. La investigació determinava que el General Abacha, el seu fill Mohammed Sani Abacha, el seu associat Abubakar Atiku Bagudu i altres van malversar, es van apropiar i van extorsionar mil milions de dòlars del govern de Nigèria i altres, llavors van rentar els seus procediments criminals a través d'institucions financeres dels Estats Units i la compra de bons garantits pels Estats Units. El General Abacha i altres sistemàticament van malversar mil milions de dòlars de fons públics del Banc Central de Nigèria obtinguts sota una falsa amenaça a la seguretat nacional. La investigació al·legava que Abacha i els seus conspiradors varen retirar els fons en efectiu i llavors van moure els diners a l'estranger a través d'institucions financeres americanes. El General Abacha i el seu ministre de finança també presumptament van forçar que el govern de Nigèria comprés bons a preus inflats a una empresa controlada per Bagudu i Mohammed Abacha, generant una pèrdua il·legal de més de 282$ milions. A més a més, el General Abacha i els seus associats presumptament van extorsionar més d'11$ milions d'una empresa francesa i la seva filial nigeriana en connexió amb pagaments sobre contractes de govern. Els fons implicats en cadascun d'aquests esquemes eren presumptament rentats a través dels Estats Units.